# Rhacophorus viridis
Espèce
Synonymes
- Polypedates viridis Hallowell, 1861
- Rhacophorus schlegelii amamiensis
 Inger, 1947

Statut de conservation UICN

 LC  : Préoccupation mineure
Rhacophorus viridis est une espèce d'amphibien de la famille des Rhacophoridae.

## Répartition
Cette espèce est endémique des îles Ryūkyū au Japon.

## Sous-espèces
- Rhacophorus viridis viridis, îles de Okinawa, Iheya et Kume.
- Rhacophorus viridis amamiensis, îles de Amami-Ōshima, Toku, Kakeromajima, Ukejima et Yoronjima.

## Publication originale
- Hallowell, 1861 "1860" : Report upon the Reptilia of the North Pacific Exploring Expedition, under command of Capt. John Rogers, U. S. N. Proceedings of the Academy of Natural Sciences of Philadelphia, vol. 12, p. 480-510 (texte intégral).